# 山東師範大学
山東師範大学は中国山東省済南市にある公立師範大学である。教員養成専攻をはじめ６７の専攻を有する総合大学である。

## 概要
山東省教育庁に属し、中華人民共和国教育部が共同運営する地方重点大学である。キャンパスは、千佛山校区と長清湖校区の2つ。

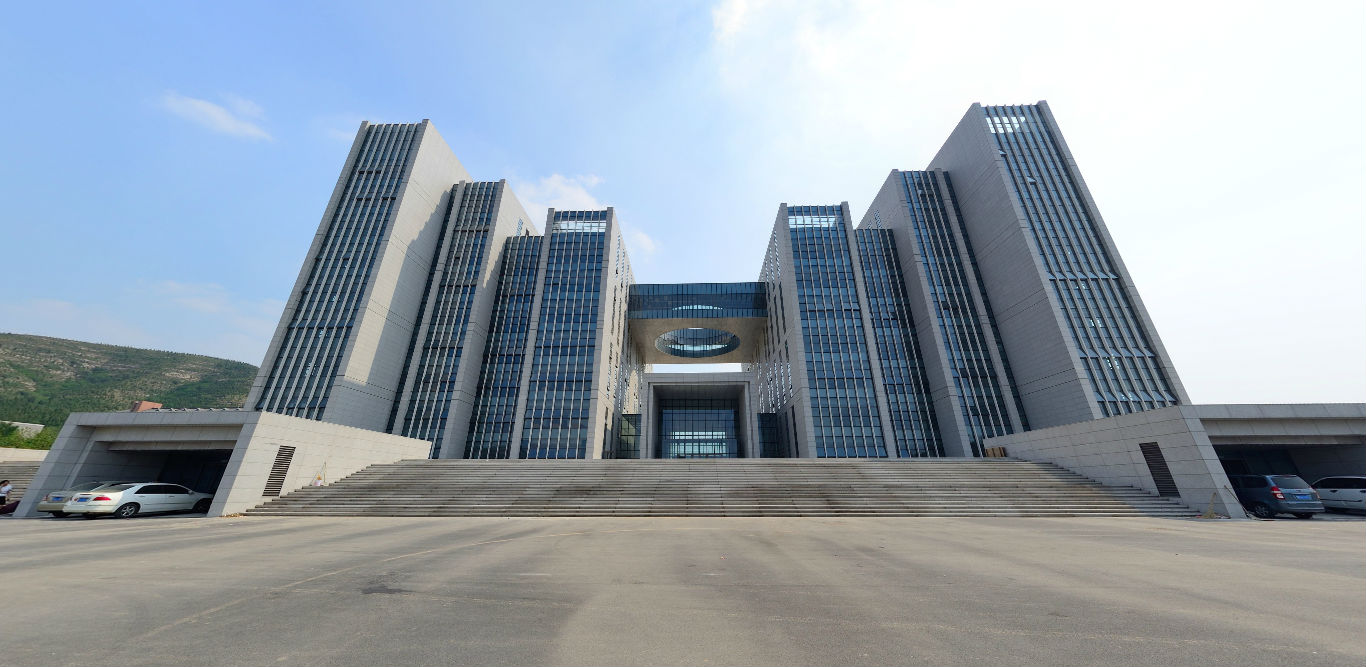
山東師範大学長清湖校区図書館

## 沿革
- 1981年8月 山東師範大学に改称。
- 2001年4月18日 山東省化工学校を合併。

## 学部
- 教育学部（田家炳教育書院）
- マルクス主義学院
- 経済学院
- 法学院（知的財産権学院）
- 体育学院
- 文学院
- 国際教育学院（留学生工作弁公室）
- 外国語学院（山東外語教学編集部）
  - 日本語学科
- 音楽学院
- 美術学院
- 新聞・マスメディア学院
- 歴史文化学院
- 数学・統計学院
- 物理・電子科学学院
- 化学化工・材料科学学院 （精細化学品清潔生産工程研究センター）
- 生命科学学院
- 地理・環境学院
- 心理学院
- 信息科学・工程学院（人工智能現代産業学院）
- 商学院（MBA / MPAcc教育センター）
- 公共管理学院 （MPA教育センター）
- アレクサンドル・ゲルツェン国際芸術学院
- 環境・生態研究院
- 山東省学生心理健康発展センター

## 対外関係

### 日本における協定校
- 北海道教育大学
- 東京経済大学
- 京都女子大学
- 和歌山大学
- 鹿児島大学